# いすゞ・117クーペ
117クーペ（117Coupe）は、いすゞ自動車が生産していた小型乗用車である。
流麗なデザインを備えた4座クーペであり、1970年代の日本車を代表する傑作の一つに数えられる。1968年に発売されて以来、長期にわたり生産され、長くいすゞのフラグシップを務めた。車名の117は開発コードネームである。

## 概要
型式は1.6L車がPA90、1.8L車がPA95、2.0L車がPA96となる。これらの電子制御エンジン車がPA90E、PA95EおよびPA96Eであり、ディーゼルエンジン搭載車がPAD96となっている。車名の由来は開発コード番号で、117サルーンのコードネームで開発されていたフローリアンのクーペ版としての位置づけである。そのためシャーシ、ドライブトレーンをフローリアンと共有する。
コンセプト、デザイン、パッケージ、スタイリングはカロッツェリア・ギアに委託され、当時のチーフデザイナーであったジョルジェット・ジウジアーロが担当した。その後ジウジアーロはギアを退社して独立、イタルデザインを立ち上げたが関係は続き、量産指導はイタルデザインの初仕事となった。最初期のプロトタイプであるギア/いすゞ117スポルトは1966年3月のジュネーヴ・モーターショーで発表され、同ショーで「コンクール・デレガンス賞」を獲得した。その後イタリアで開催された国際自動車デザイン・ビエンナーレに出品され、名誉大賞を受賞している。
全体のフォルムは1960年代半ばに登場したフィアット・ディーノ・クーペに極めて似ており、前後のホイールアーチに呼応してうねるフェンダーのラインは、かつてのイタリアンデザインの特徴で、「ザンザーラ（虫）」と呼ばれる小型レーシングカーやイソ・リヴォルタ・グリフォなどにも通ずるスタイルである。
大きなグラスエリアに細いピラー、半分だけヘアライン仕上げが施されたドリップモール兼用のステンレス製ウインドウガーニッシュ、リアウィンドウに直にかぶさるように閉じるトランクなど、各部に斬新で繊細なデザイン処理が窺える。21世紀初頭の現代に至るまで、その原型デザインは完成度の高いものとして評価されている。
技術的にも日本で初めて電子制御燃料噴射装置を搭載するなどエポックを持つ車であり、4座のラグジュアリークーペとしてのカテゴリを確立した車でもあった。
さらに特筆すべき点として、本車は、発売開始から10年経った時点で登録台数の98%が現役だったという逸話がある。長期生産にもかかわらず総生産台数は85,549台に過ぎないが、絶版から40年以上経った現在でも旧車趣味界での人気は根強く、多くの愛好家によって保有・維持されている。

## 機構
駆動方式は後輪駆動。エンジンは水冷直列4気筒の1.6L、1.8L、2.0L DOHCおよびSOHCが基本だが、末期に2.2Lディーゼル車が少数生産されている。
サスペンションはフローリアンと共有で、前輪がコイルスプリング + ダブルウィッシュボーン、後輪がリーフスプリング + リジッド（ライブアクスル）であり、ステアリングギアボックスはリサーキュレーテッドボール（ボールナット）式であった。
ベレットの後輪スイングアクスルに手を焼いた経験から、一転して保守的な構成となったフローリアンのシャシであったが、1960年代の実用セダンとしてはごく一般的で、堅実なレイアウトである。しかし、117クーペに移植されたそのシャシは、スペシャルティカーとして見た場合、いささかの陳腐さ・凡庸さは否めなかった。それでも例えば初期形のインジェクションモデルでは最高速度190km/h以上を公称しており、スポーティさには欠けるものの、長距離ツアラーとしての性能は確保されていた。
トランスミッションは、デビュー時には4速MTであったが、後に5速MTに変更、また3速ATも追加されている。この車のエアアウトレット（室内気の排出口）は、ボティとリアウィンドウ上端の境目に内蔵されたスマートなものであるが、逆流防止弁は省略されており、洗車の際など、この部分への直接放水は、内部に水が浸入するため禁止されていた。
117クーペは後席の快適性も熟考されていた。クーペボディの車には珍しく、リアシートの左右それぞれに灰皿が、またリヤ用のヒーターダクトも装備していた。スペース的にもクーペとしては余裕のあるもので、ガラス面積も大きく車内は明るく開放的である。

## 歴史

### 前期型（1968年 - 1972年）

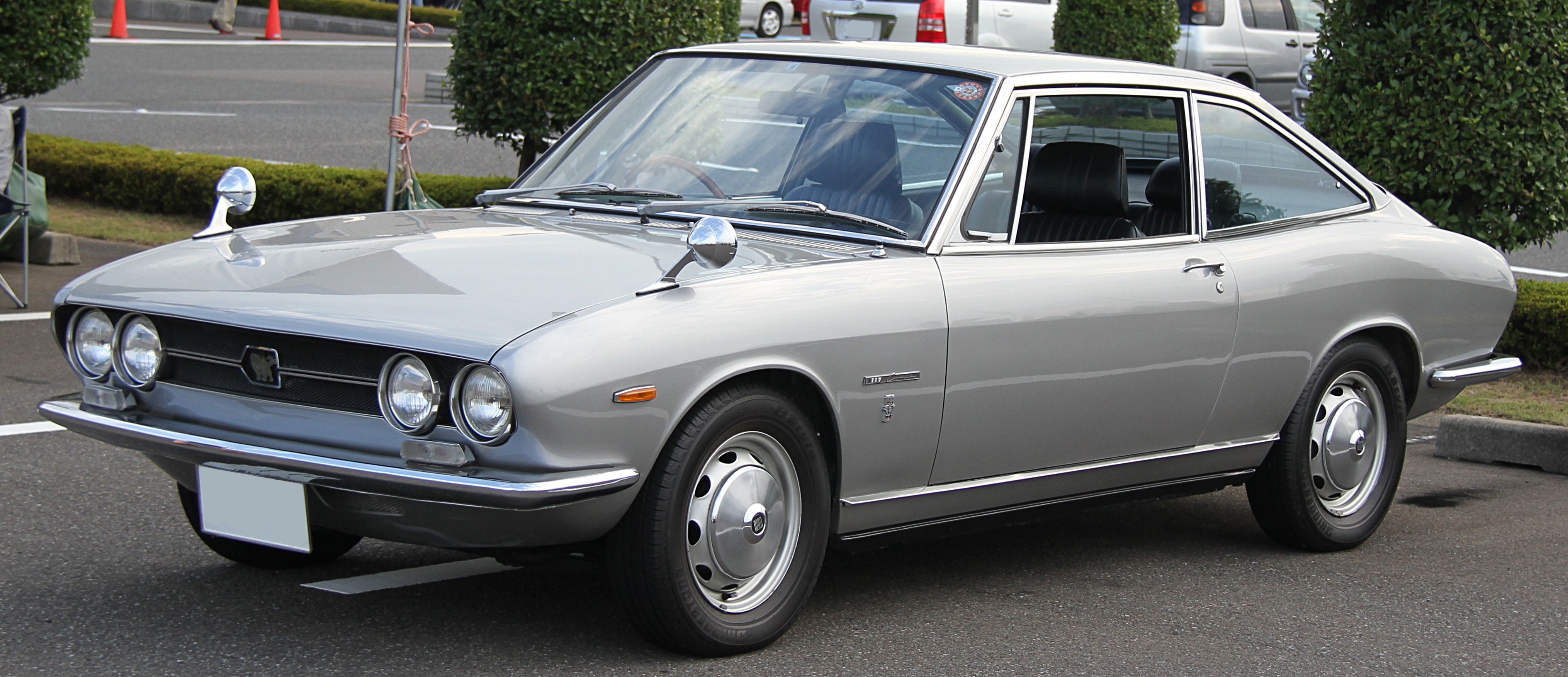
PA90型（フロント）

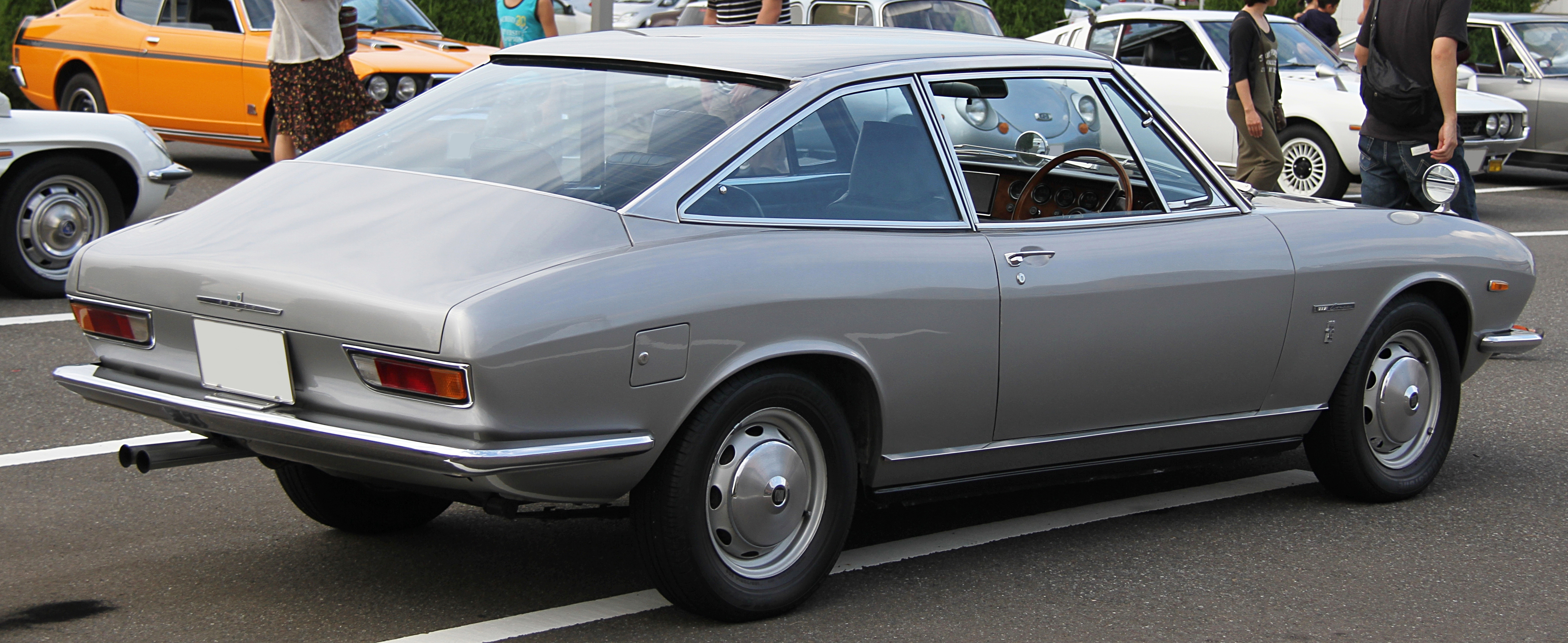
PA90型（リア）

1968年12月発売。117スポルトをなんとか販売したいといういすゞ首脳陣の意向を汲んで、生産化に向けてのリデザインがジウジアーロ自身の手で行われ、オリジナルの美しさを可能な限り尊重して主に室内高を増やすなどの変更が加えられた。しかし、極端に細いピラーなど、当時の自動車製造技術では手作業でしか生産できない箇所があり、コンセプトカーとしてデザインされた117スポルトを市販車として改良することは困難で、当時のいすゞの製造技術では全ての外板をプレス機で再現することは難しく、また経営状態が芳しくなかったことから設備投資への余裕もなかった。
しかし、ベレットより格上のイメージリーダーを欲していたいすゞは、大まかなラインだけをプレスで出し、パネルのトリミングや穴あけなどの生産工程の大部分を手作業とすることを決断し、117クーペとして市販化にこぎつけることに成功した。このことから初期型の117クーペは「ハンドメイド」と通称される。1970年にいすゞに入社した山懸敏憲は、自著にて「ハンダを盛ったり、ヤスリでこすったりして“手作業”で作っていた」と述べている。手作業での生産ゆえ、ごく初期の車両ではスポット溶接の位置が揃っていないものも存在する。
小規模な生産体制ゆえ、販売価格は当時としては非常に高価な172万円で一般的な1.8Lクーペのおよそ2倍の金額であり、月産台数も30 - 50台程度に限定された。こうした希少性は117クーペの名声をさらに引き上げることにつながったが、収益の改善までには至らなかった。ボディカラーは標準色としてアストラルシルバーメタリックとプリムローズイエローの2色が、また特別にオーダーすれば他のいすゞ車に使われているカラーも選べた。
エンジンはいすゞ初の量産DOHCとなる、1.6LのG161W型エンジンを新規に開発する。型式の記号と番号の意味は、Gはガソリンエンジン、16は1.6L、1は、0から始まる開発番号で2番目に開発されたこと、WはDOHC（Double overhead camshaft）をそれぞれ表す。また、エンジン開発にエンジニアのみならずデザイナーが加わったことにより、外観も非常に美しいエンジンに仕上がった。さらにこの時期、国産クーペ初となる1.95LのC190型OHVディーゼルエンジン搭載車が30台程度生産されている。ディーゼルエンジン搭載の高級パーソナルカーは世界的にもほとんど前例のない試みであった。
1970年11月に電子制御燃料噴射装置（ボッシュ製Dジェトロニックインジェクション）搭載モデルECと1.8L（正確には1,817cc）ツインキャブレターSOHCが追加されるが、電子制御インジェクションは日本初装備となるなど、エンジン技術の面で国内他車をリードした。
一方で、本車の普及に対する試みとして1971年11月に1.8L SOHC車をシングルキャブレターとした廉価版、1800Nが追加されたが、高価な車であることに変わりはなかった。
この世代の室内は上質な発泡レザートリムや台湾楠のウッドパネル（1800Nを除く）、リアウインドウのデフォッガをフロント用と同様の送風式にし熱線プリントを排したすっきりとしたリアガラス(最初の一年間に生産された車両のみ）、ダイヤルで開閉できる三角窓などを採用し、当時主流だった吊り下げ式の一体型クーラーユニットから操作スイッチを独立させセンターコンソールに配置するなど、造り込まれた豪華なものであった。惜しむらくは、本場のイタリア車のような木と革の持ち味を生かした洒落た内装を手がけられなかったことで、当時の日本メーカーの「意あって力足らず」の限界が現れている。
組み立ての自動化率は最後まで上がらず、3年間の総生産台数は2,458台に留まった。

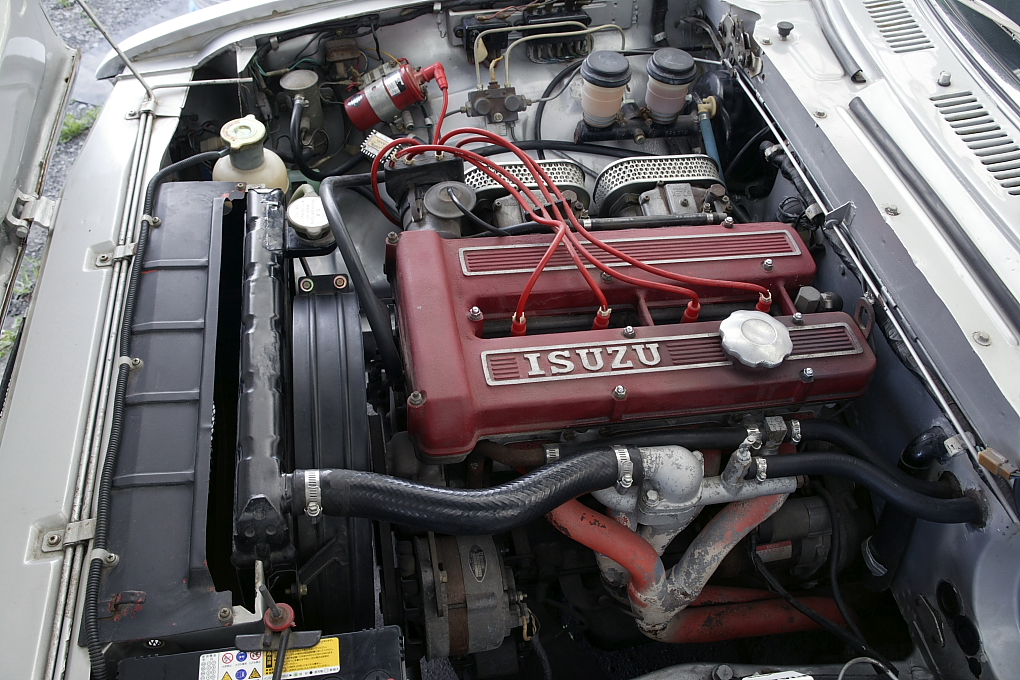
エンジンルーム エアクリーナー、プラグコード、エキゾーストマニホールドなどはノンオリジナル
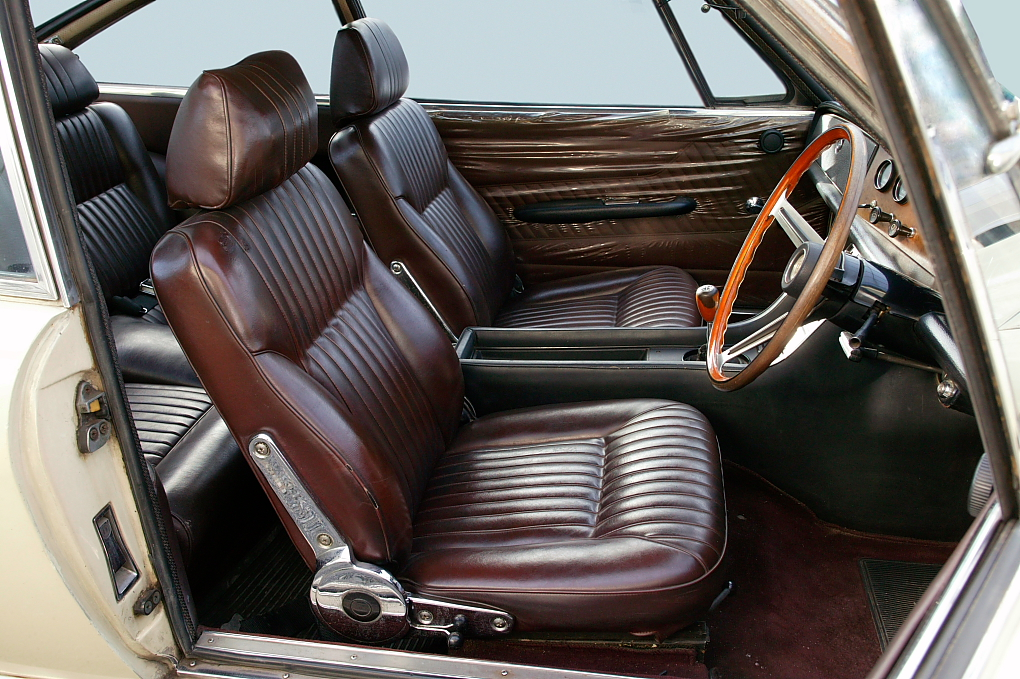
室内 ドアキャッチ下のレバーはトランクオープナー

### 中期型（1973年 - 1976年）

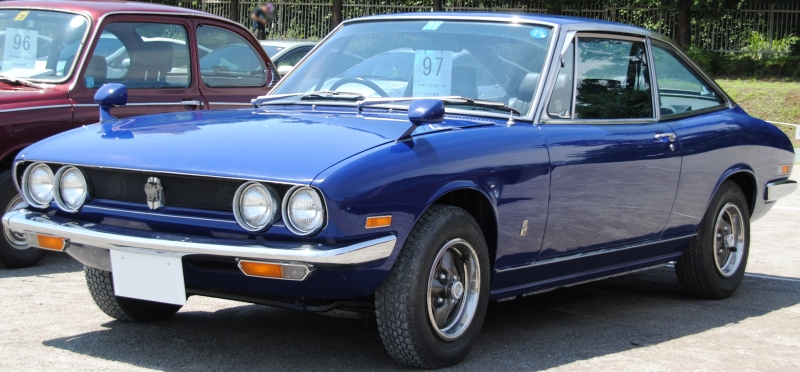
117クーペ 1800XE

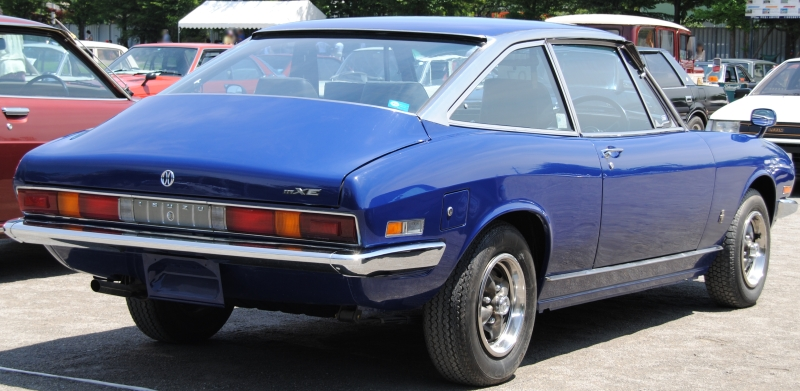
117クーペ 1800XE（リア）

1971年にゼネラルモーターズ（GM）と提携したいすゞは乗用車事業の再検討を余儀なくされるが、117クーペについてはGMからの資金と技術の習得により、機械によるプレス成型の目処が立ったことで、1973年3月より量産化対応の改設計で生産されることになった。
エンジンは無鉛ガソリン対応の1.8L（G180型シリーズ）、140ps/6,400rpmエンジンに統一され、電子制御DOHC車がXE、SUツインキャブレターDOHC車がXG、ツインキャブレターSOHC車がXC、シングルキャブレターSOHC車がXTをそれぞれ名乗る。本格的な量産化とコストダウンに伴い、ステンレスモールの仕上げやメッキなどの品質は一般的なレベルに落とされた。全体のフォルムは初期型と大差ないものの、細部のデザインには下記に示すようにかなりの部分に変更が加えられた。
- 前後バンパーが若干厚みを増した流線型に変更。
- フロントターンシグナルランプをバンパー上から下に移動、あわせてレンズをアンバー化。
- フロントグリルの横バーが外され、唐獅子のエンブレムを単体でグリル中央に装着。
- フェンダーミラーをクロームメッキの砲弾型から樹脂製の角型に変更。
- リアクォーターパネルに117coupeロゴの入ったリフレクターを装着。
- リアコンビランプが小型のイタリア車風からアメリカ車風の大型・横長タイプに変更、あわせてトランクのキーホール位置を変更。
- リアコンピランブ間のライセンスプレートブラケットをパンパー下に移動。
- タイヤ径が14インチから13インチに変更され、地上高が低くなった。

また、内装にもシートを中心にコストダウンが図られ、最上位グレードに位置づけられたXEこそモケット張りだったが、他はビニールレザーシートに変更となる。その他の変更点は
- XE以外のグレードのメーターパネルを楠製からプレス模様の入った金属製に変更。
- 三角窓の開閉をダイヤル式から一般的なものに改めた。
- ステアリング・ホイールとシフトノブの素材をウッドからウレタンへ変更。
- センターコンソールの形状変更、樹脂で一体成型化するとともに、仕上げのレザー貼りを省略。
- トランクオープナーの廃止。

などである。
1975年には自動車排出ガス規制のためエンジンは130ps/6,400rpmへと出力ダウンを余儀なくされ、1975年10月より、規制適合が困難なXGがカタログ落ち、XCも電子制御のボッシュLジェトロインジェクションに変更され、インジェクションSOHC車に、若年層をターゲットにしたグレードとしてXC-J（JはJoyの略）が追加された。

### 後期型（1977年 - 1981年）

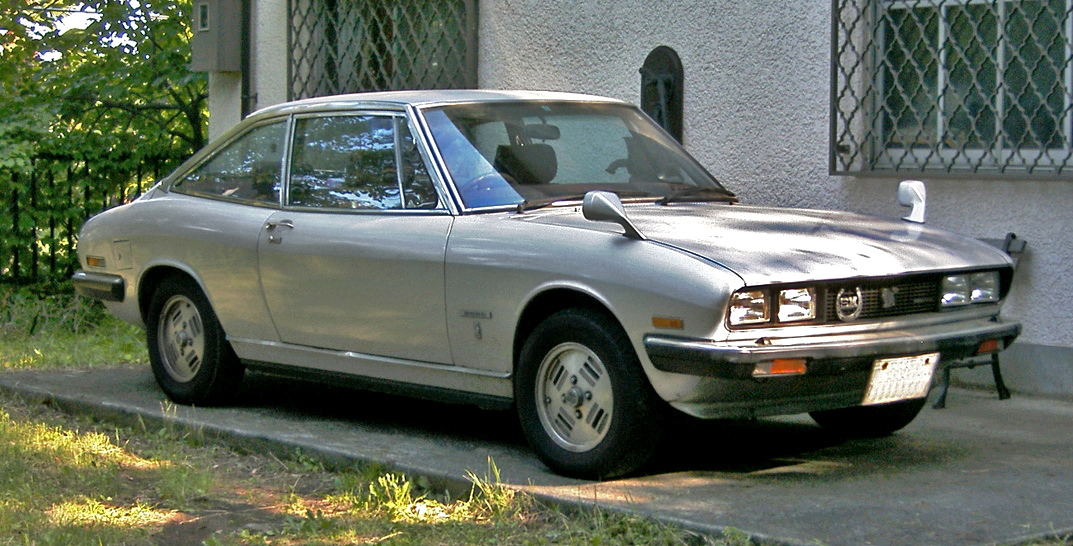
117クーペ 1800XG

1977年12月にマイナーチェンジが行われ、ヘッドランプが規格型の角形4灯に変更され、小型のチンスポイラーが装着される。前後バンパーはラバーで覆われ、各部ガーニッシュがブラックアウトされた。内装もプラスチック成型物を多用し、後席用の灰皿が廃止されるなど一段とコストダウンが図られる。このマイナーチェンジの際、カタログ落ちしていたXGが減衰力可変ダンパー、リアディスクブレーキ、LSDを装備する117クーペのスポーティモデルとの位置づけで復活した。
1978年（昭和53年）11月、自動車排出ガス規制による出力低下を補うためにエンジン排気量を2.0Lに拡大。以後、昭和53年排出ガス規制適合モデルは「スターシリーズ」と名乗った。実際の排気量はシリンダーブロック肉厚の限界である1,949ccで、シリンダーブロックやクランクシャフトの新規製作を伴うストロークアップはかなわなかった。
さらに1979年12月に、ファスターなどで実績のある2.2L（2,230cc）のC223型OHVディーゼルエンジンを搭載したXDが、カタログモデルとして投入された。
従来117クーペは、各グレード間の序列が厳然と存在するモデルであったが、1978年に比較的冷遇されていたシングルキャブレターSOHC車に、最上位機種としてXT-Lが加わる。これは最高級車であるXEのSOHC版と言えるものであったが、以後のハイフンLのモデルは特別仕様（Luxury = ラグジュアリー、ただしXE-LはLimited editionの略）をあらわすモデルという位置付けとなり、特別限定車として内装レベルを引き上げたXD-L、XC-L、XE-L、ジウジアーロカスタムが相次いで登場する。
1981年、後継となるピアッツァの登場に伴い生産終了となった。

## 派生モデル
- 117クルーザー（117Cruiser） - 第19回東京モーターショーに出品された試作車。当時としては珍しかったスポーツワゴンである。デザインはいすゞ社内で行われた。Bピラー以降を拡大し、ハッチバック化し、シューティングブレーク風に仕立てている。このモデルは市販されることはなかったが、少なくとも一台、ナンバー取得されて公道走行している個体が当時確認されている。後にSSW （SUPER SPORTS WAGON）コンセプトへと引き継がれ、ピアッツァとして商品化された。この他にBピラーをなくしてハードトップ化したものや、4ドアモデルも検討されていた。